# Urophora coronata
Urophora coronata är en tvåvingeart som beskrevs av Bassov 1990. Urophora coronata ingår i släktet Urophora och familjen borrflugor. Inga underarter finns listade i Catalogue of Life.